# Площа Свободи (Таллінн)
Пло́ща Свобо́ди, пло́ща Ва́бадузе (ест. Vabaduse väljak) — міська площа в центрі Таллінна.
До площі сходяться вулиці Хар'ю, Роозікрантсі, Татарі, бульвар Естонія, Пярнуське шосе та бульвар Каарлі.

## Історія
Виникла на місці зритого в середині XIX століття шведського бастіону перед Хар'юськими воротами. 1867 року на площі зведено Яанівську церкву.
На початку XX століття мала назви: Сінний ринок (ест. Heina turg, нім. Heumarkt), Петрівська площа (ест. Peetri plats, нім. Peters-Platz, Peterplatz).
1910 року на площі ліквідували Сінний ринок, площу замостили каменем. До 200-річчя взяття міста російськими військами на площі встановили пам'ятник Петру I. 1 травня 1922 року пам'ятник демонтовано, п'єдестал під ним зруйновано, ноги бронзового Петра переплавлено на естонські центи, з бронзових рук відлито пам'ятник естонським школярам-учасникам Визвольної війни 1918—1920 років (стояв біля 2-ї Реальної школи), а бюст, що залишився, перенесено в Кадріорг, де він простояв біля будиночка Петра (поряд з нинішньою резиденцією президента) аж до початку Другої світової війни, подальша його доля невідома.
У 1930-ті роки площу забудовано будинками в стилі функціоналізм — Будинок мистецтв (1933, архітектори Антон Соанс, Едгар-Йоган Куузік), адміністративна будівля (1932, архітектор Роберт Натус), готель «Scandic Palace» (1936, архітектор Ельмар Лохк.
Від 29 квітня 1941 року до 15 травня 1989 року площа мала назву площа Перемоги (Вийду вяльяк, ест. Võiduväljak, Võidu väljak, у період німецької окупації — нім. Freiheitsplatz).
2009 року на площі споруджено монумент Перемоги у Визвольній війні.

## Забудова

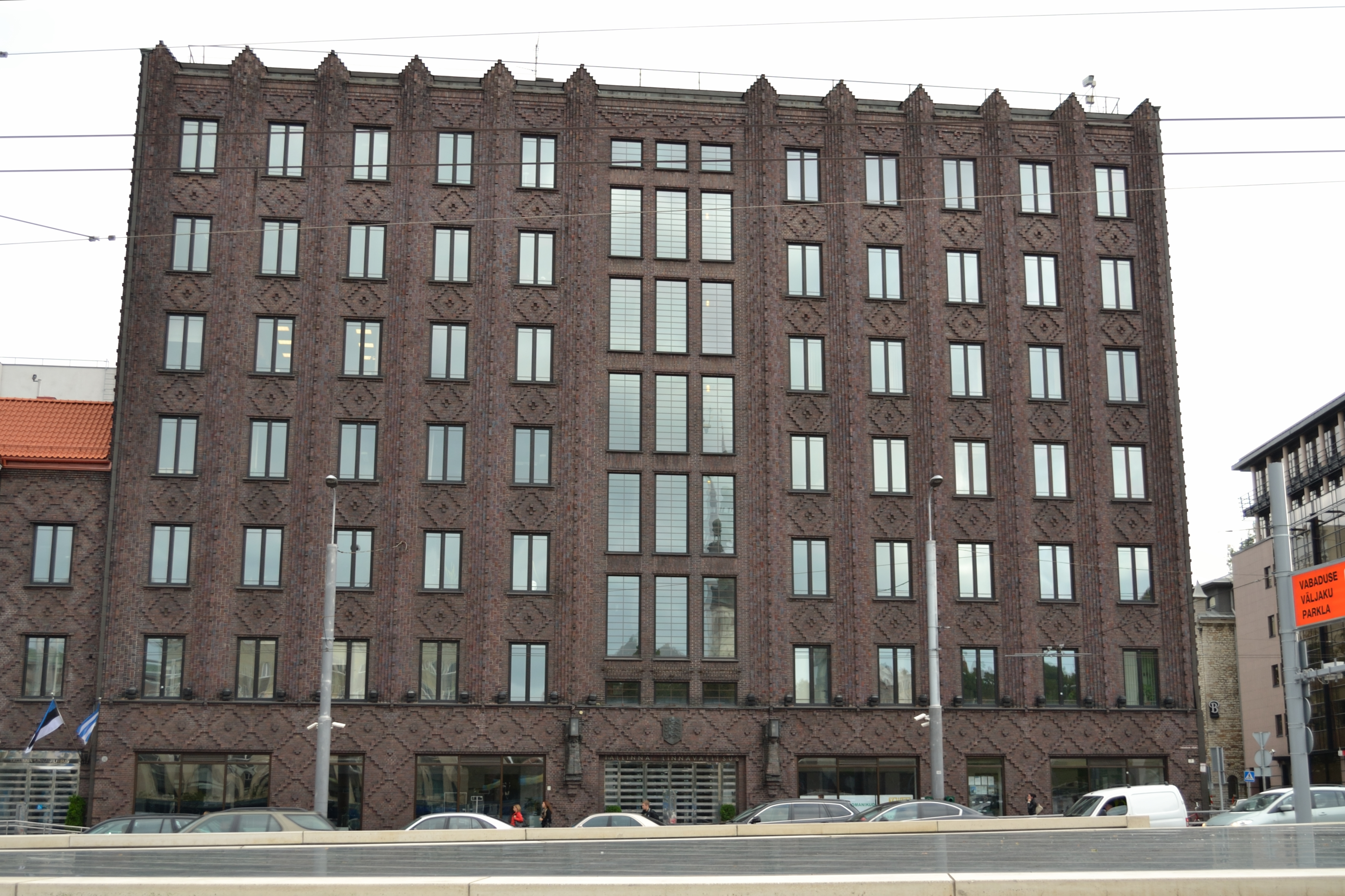
Будинок 7, міська управа Таллінна

- Будинок 1 — церква Святого Іоанна[ru] (Яанівська церква)[4].
- Будинок 3 — готель Palace (1936, архітектор Ельмар Лохк[et]).
- Будинок 4 — Таллінське музичне училище імені Георга Отса[et].
- Будинок 5 — Російський театр Естонії.
- Будинок 6 — галерея Таллінського Будинку мистецтва[5] (1933, архітектори Едгар-Йоган Куузік[en], Антон Соанс[en]).
- Будинок 7 — міська управа (мерія) Таллінна (1932, архітектор Роберт Натус[et], світильники — Яан Коорт[et]).
- Будинок 8 — Таллінський Будинок мистецтва[6].
- Будинок 9 — розважальний гольф-центр та підземна автостоянка;
- Будинок 10 — колишня будівля страхової компанії EEKS-MAJA (1936, архітектор Ельмар Лохк), раніше на першому поверсі розташовувалося популярне кафе «Москва», де виступав Володимир Сапожнін.

Площа Свободи
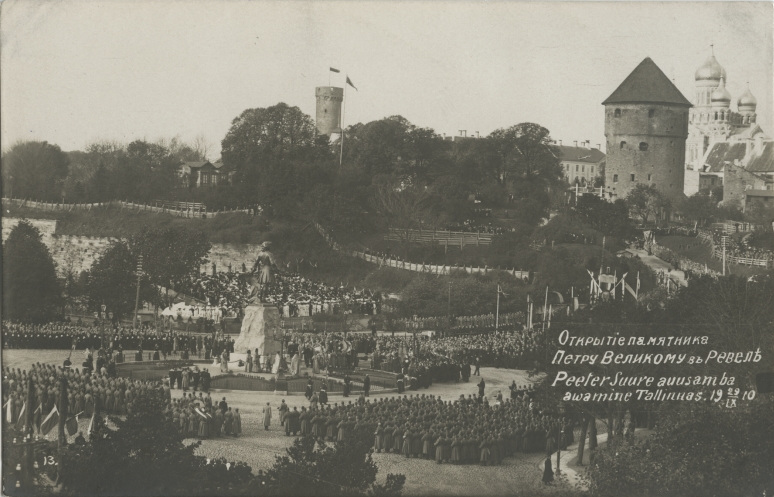
Відкриття пам'ятника Петру I, 1910 рік
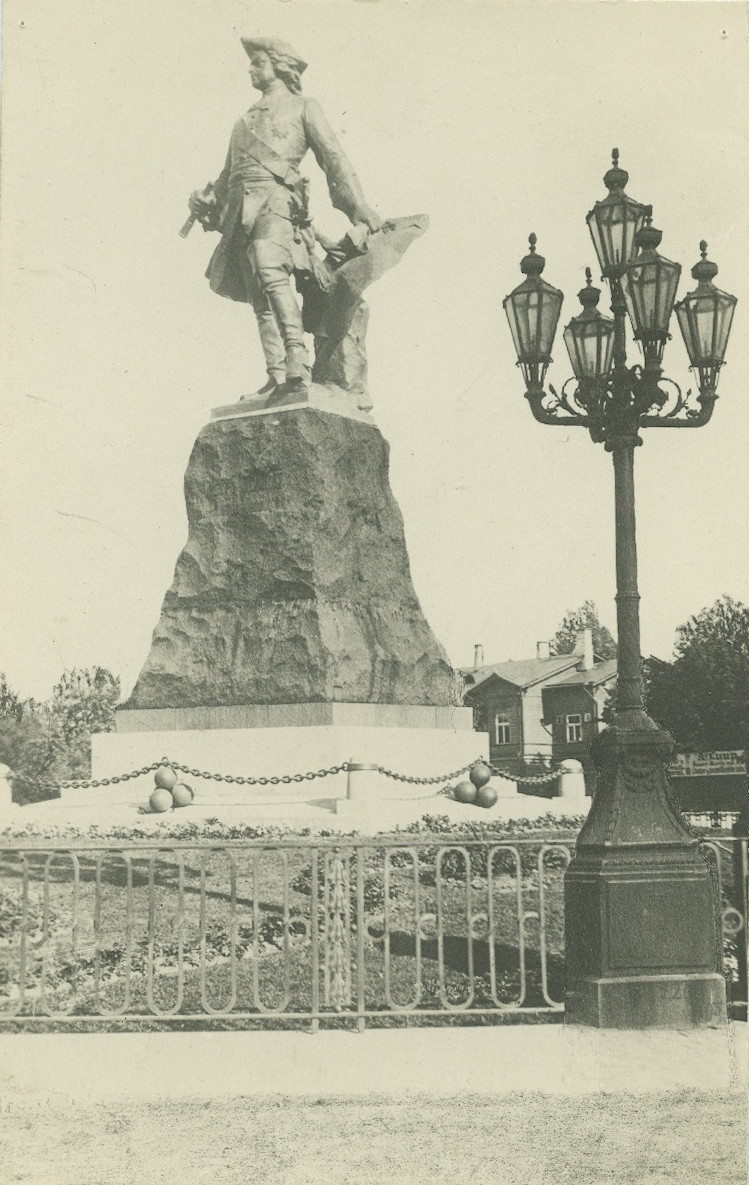
Пам'ятник Петру I
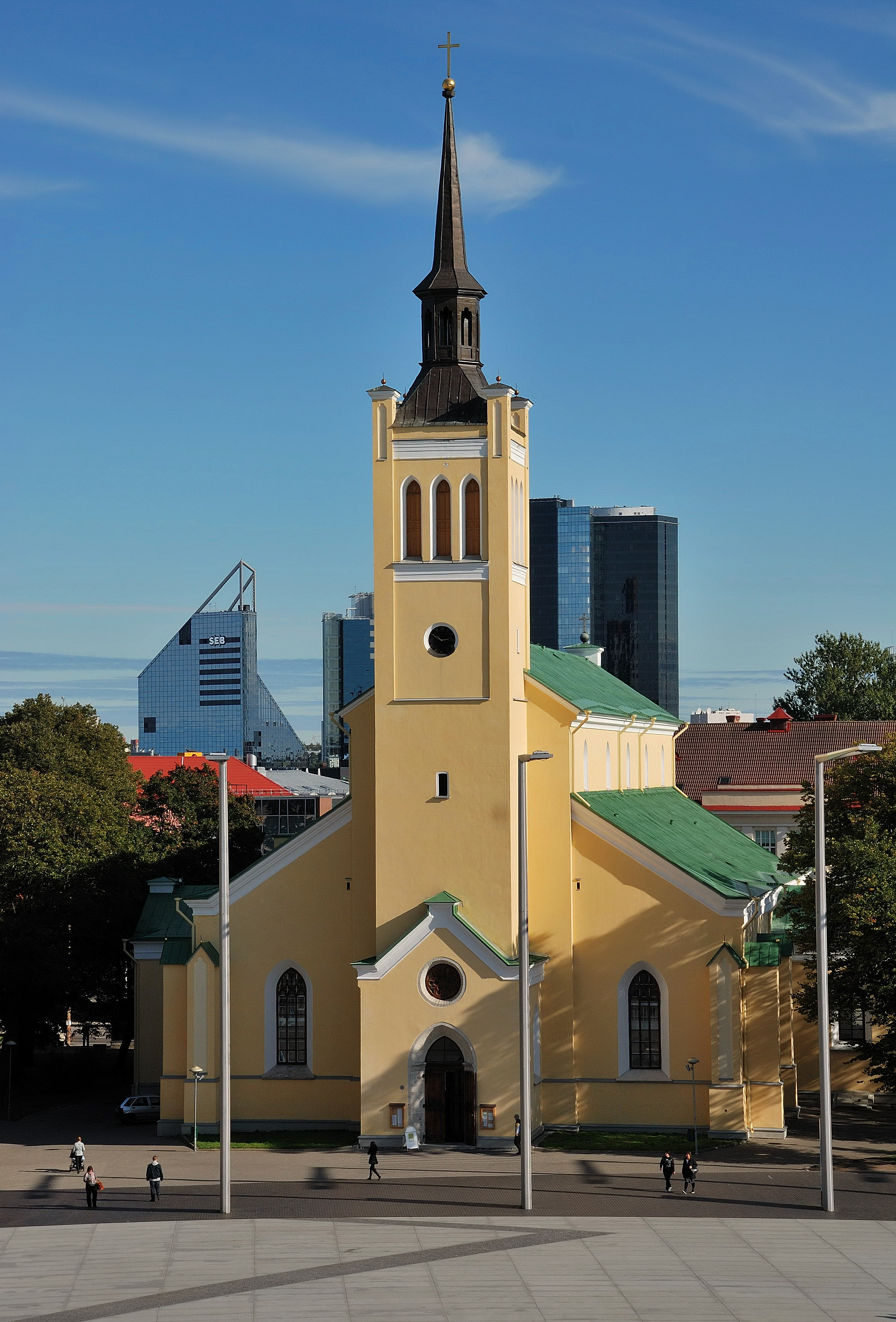
Яанівська церква
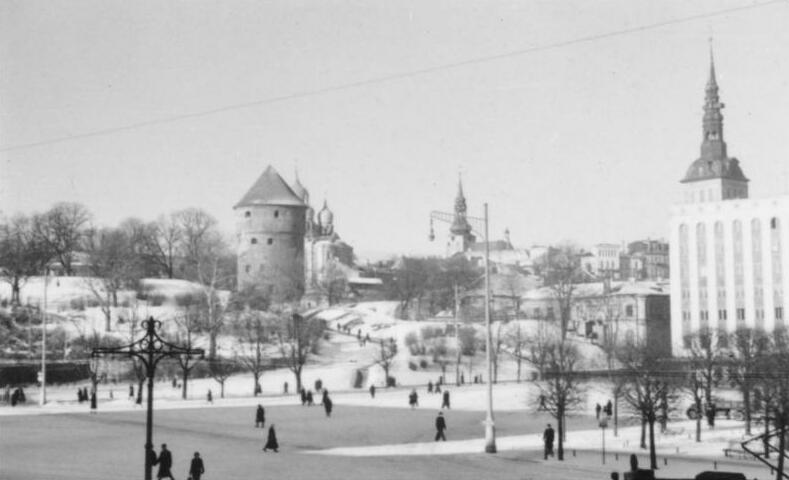
Лютий-березень 1943 року, фото з Бундесархіву
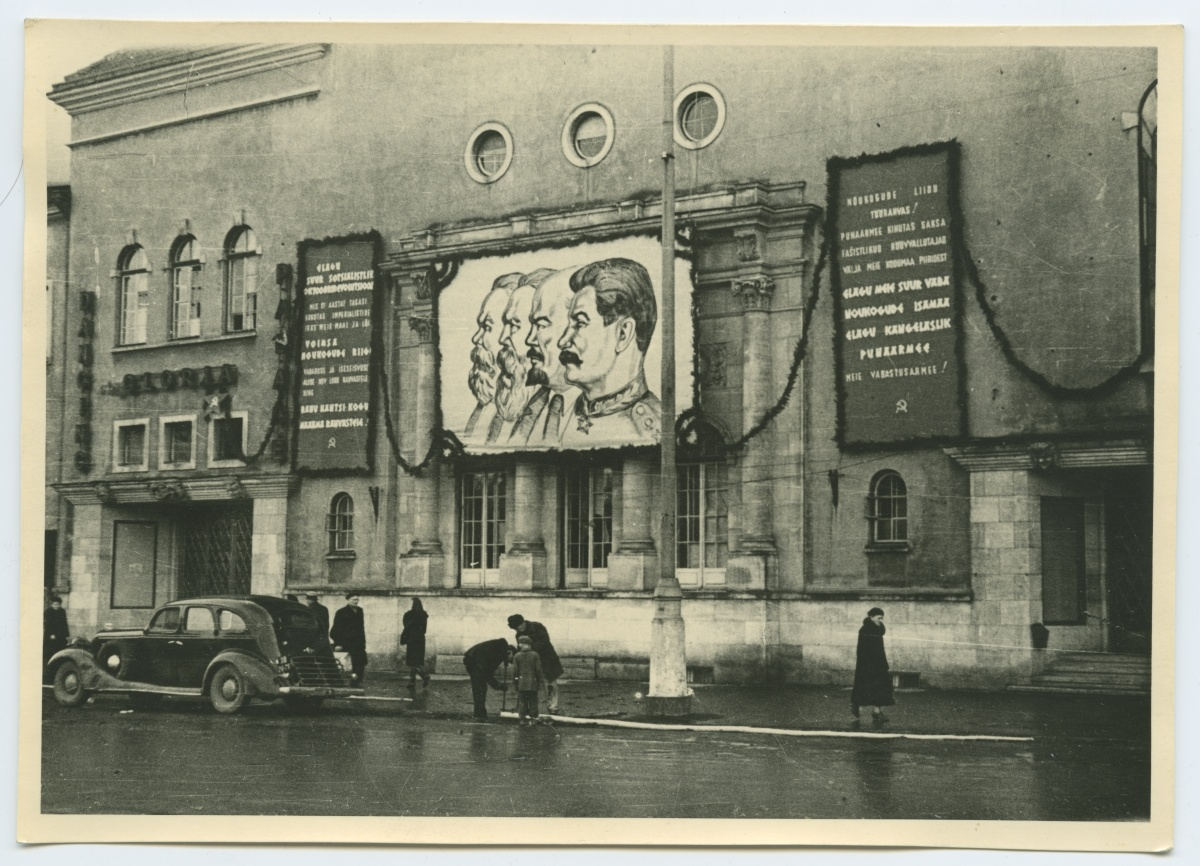
Фасад кінотеатру "Глорія Палас" та ресторану "Асторія", прикрашені до свята, листопад 1944 року
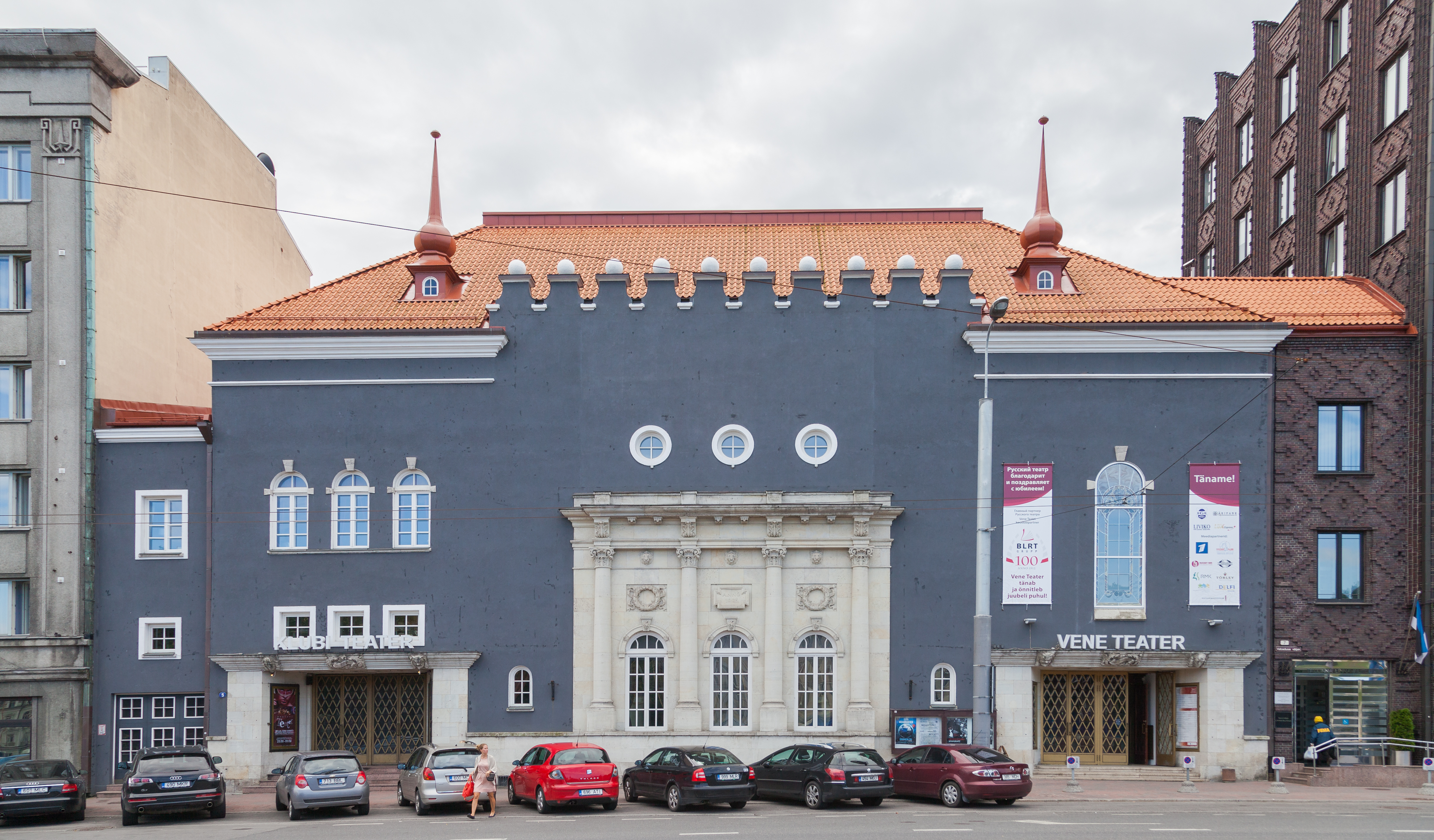
Будинок 5, Російський театр Естонії, пам'ятка культури
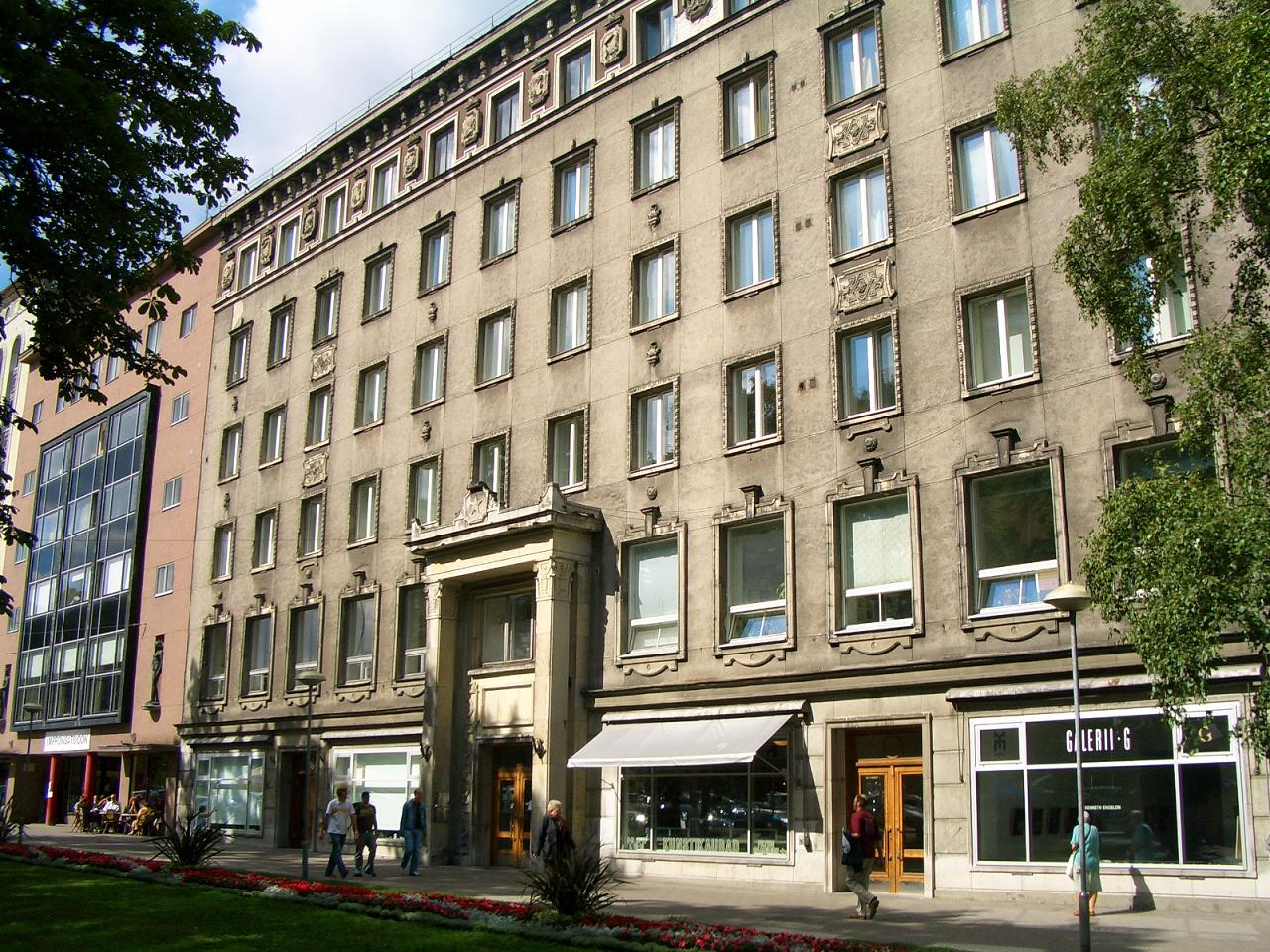
Будинок 6
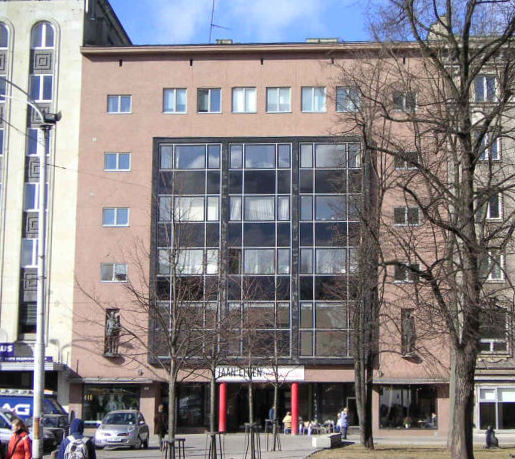
Будинок 8 (Будинок мистецтва), пам'ятка культури
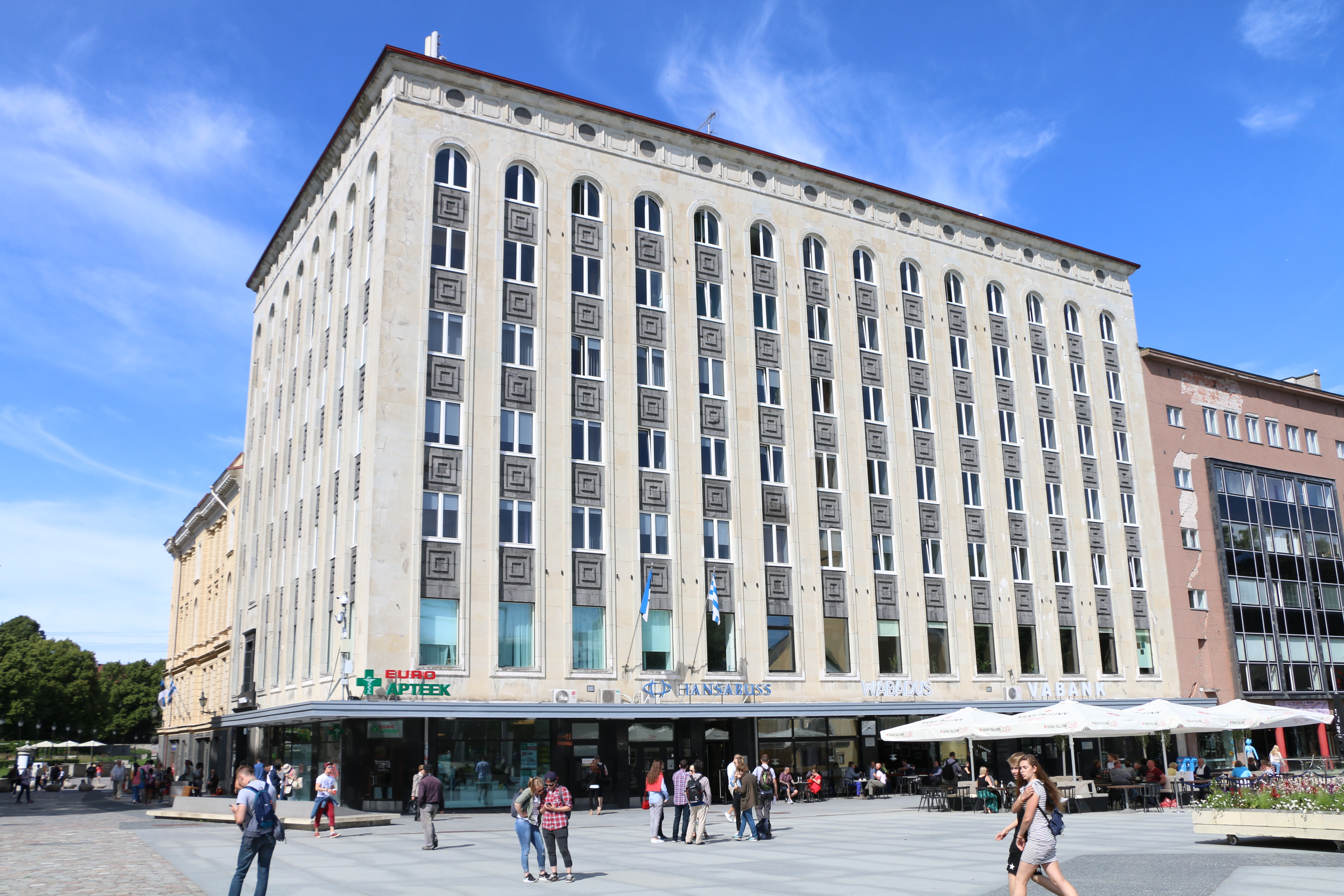
Будинок 10, пам'ятка культури
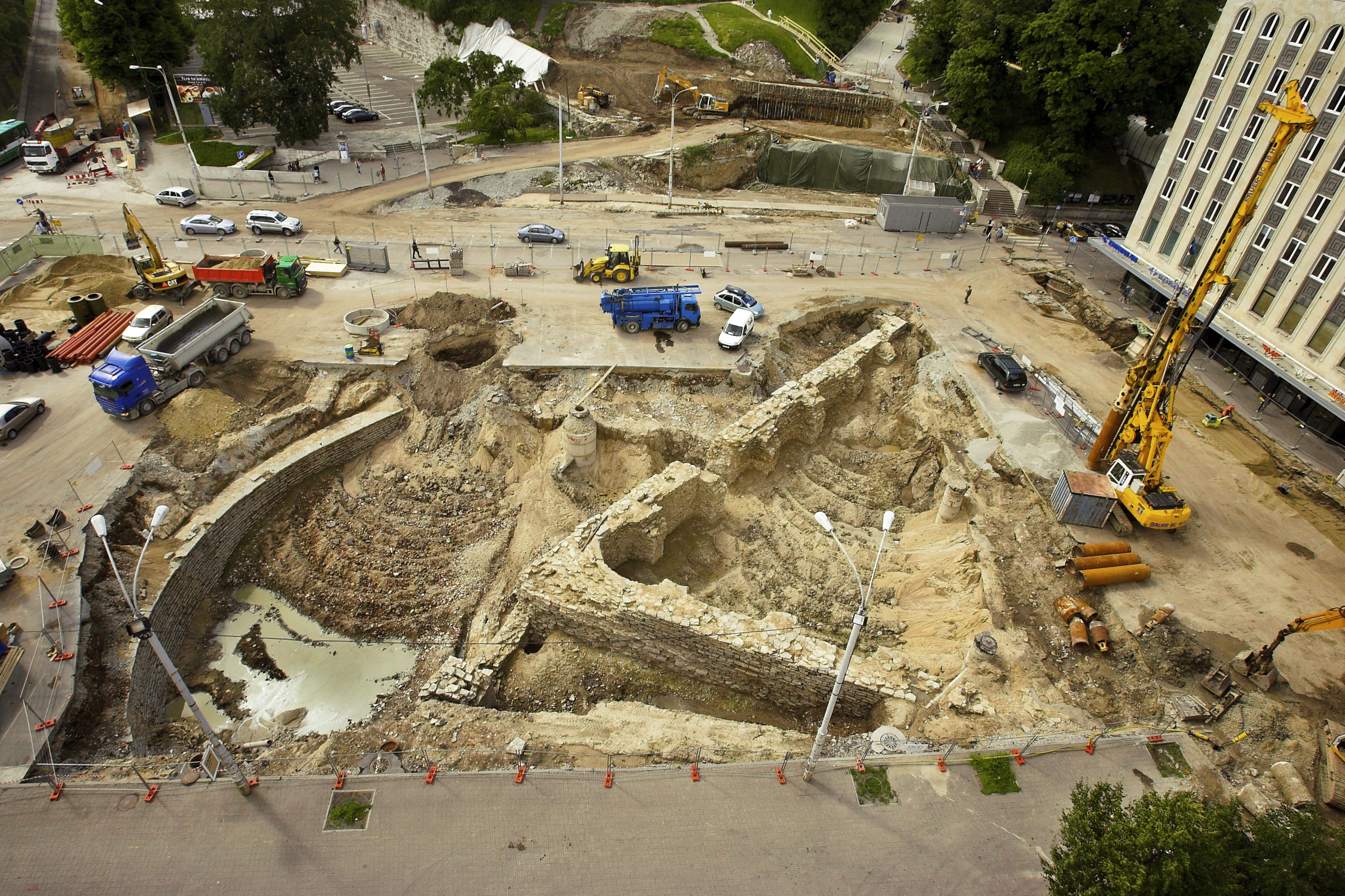
Розкопки на площі під час її реконструкції, 2008 рік
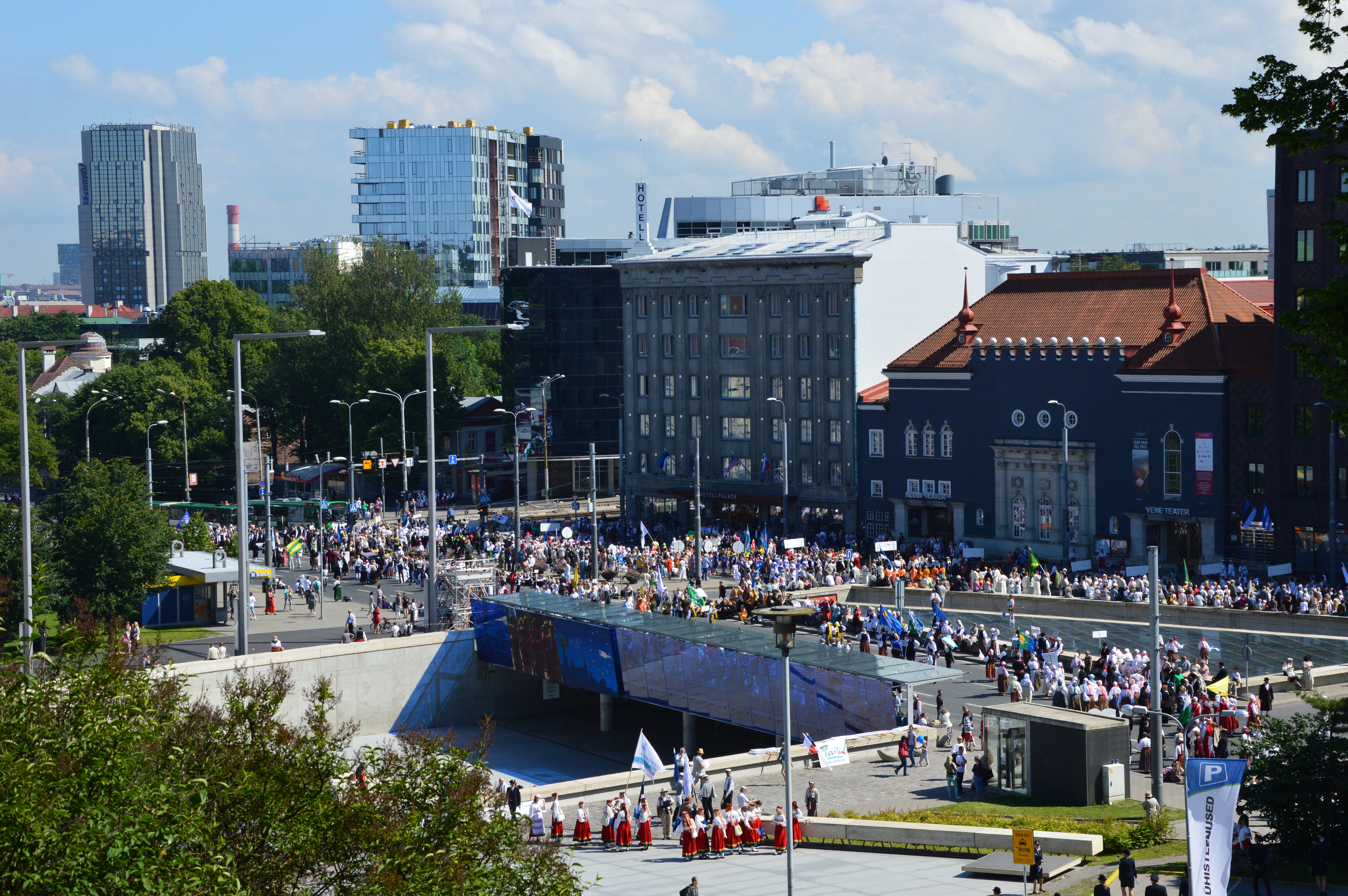
Збір учасників XXVI Свята пісні
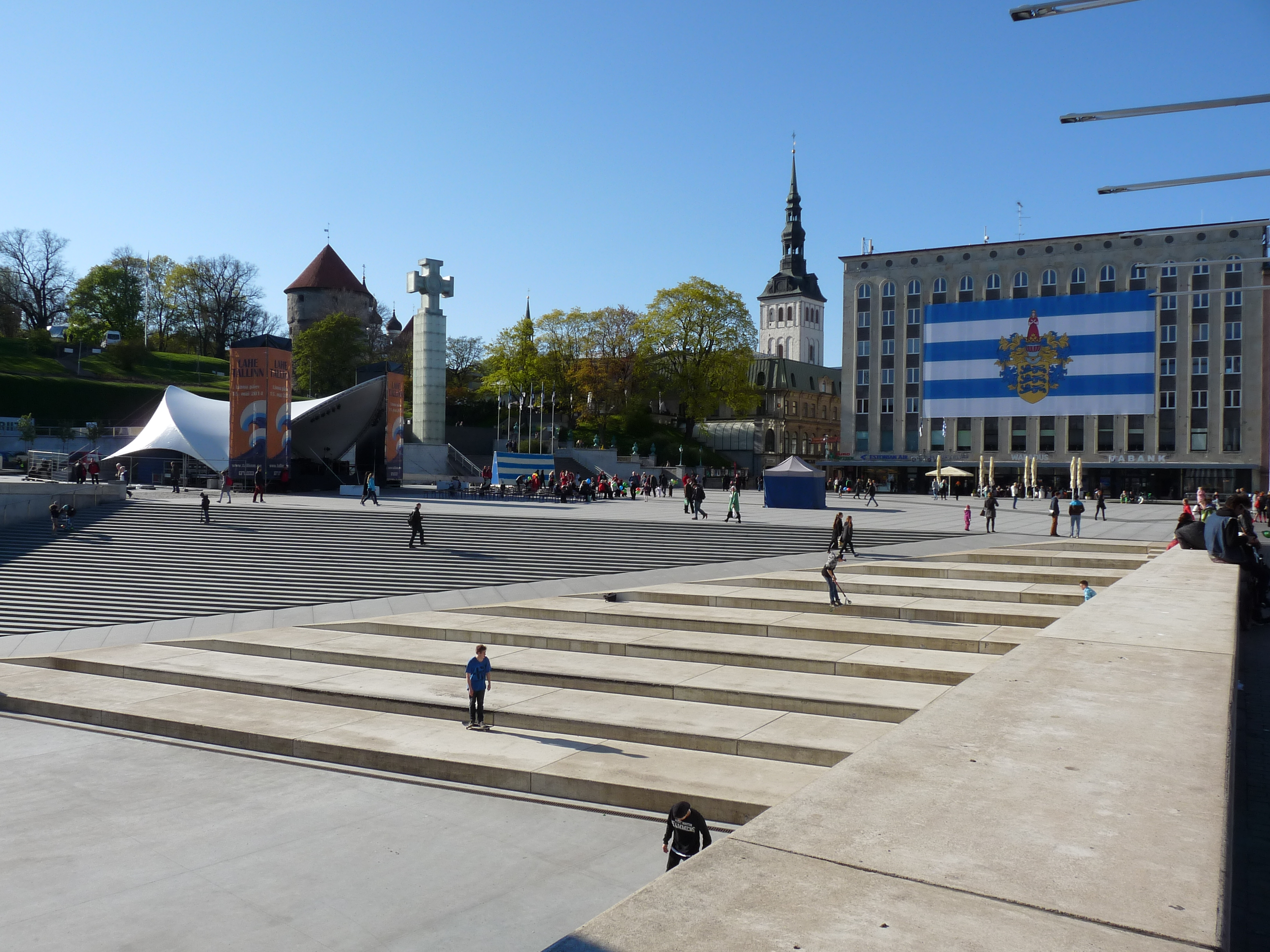
День Таллінна, 15 травня 2014 року
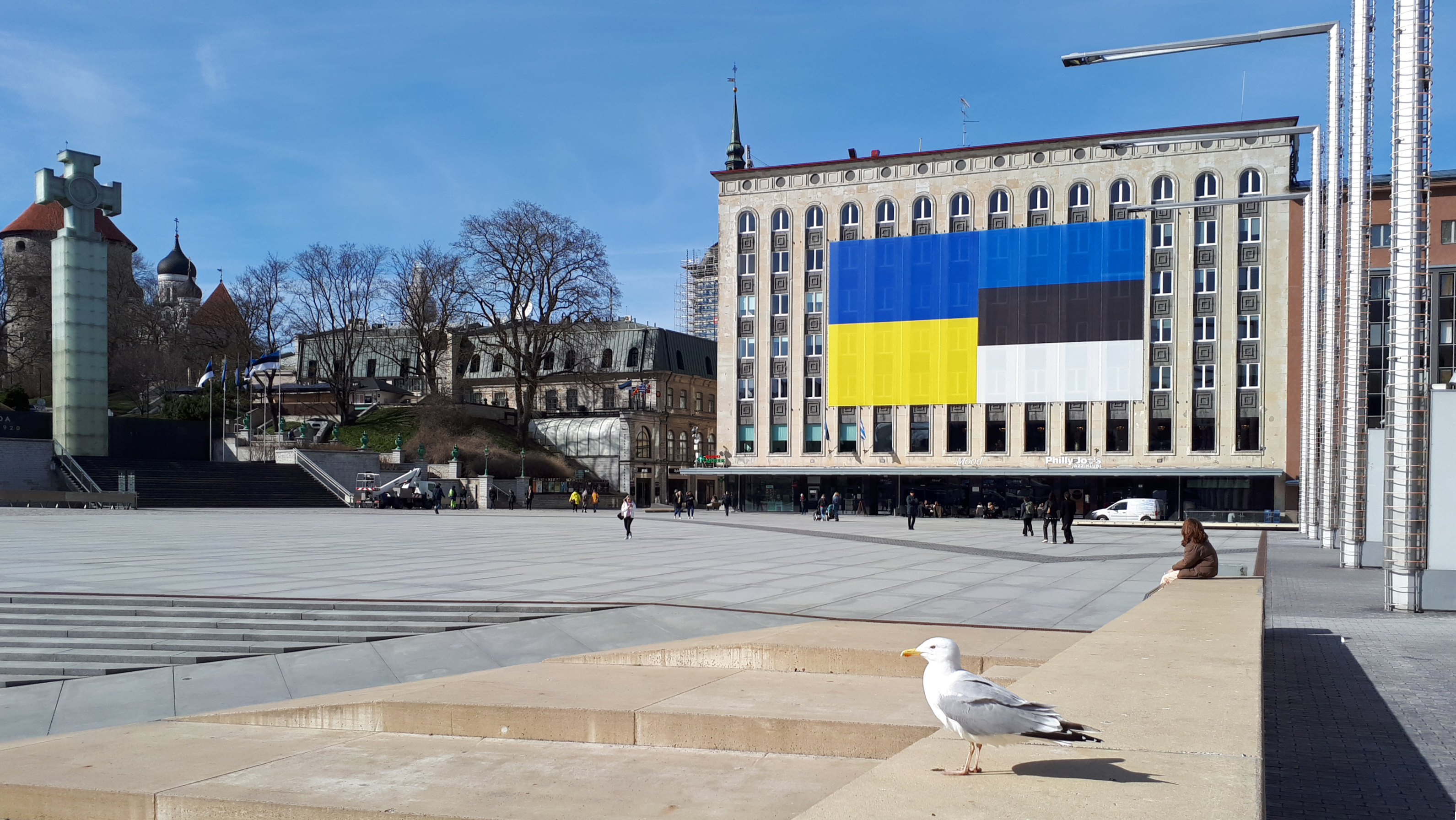
Прапори України та Естонії, квітень 2022 року

4 липня 2014 року
- День Таллінна, 15 травня 2014 року
- Прапори України та Естонії, квітень 2022 року

## Площа в кінематографі
Церква Святого Іоанна виступила в ролі церкви Св. Моніки в серіалі «Пригоди Шерлока Холмса та доктора Ватсона» («Скарби Агри»).
У травні 1986 року на площі знімалися епізоди фільму «Через сто років у травні» (ест. «Saja aasta pärast mais»), для чого на короткий час встановили макет пам'ятника Петру I, який містився там від 1910 до 1922 року.